# 中朝商民水陸貿易章程
中朝商民水陸貿易章程，全名中国朝鲜商民水陸貿易章程，是中国清朝政府与朝鲜王朝于1882年在天津签订的条约，后被朝鲜一方视为不平等条约。
1882年朝鲜发生壬午兵变，作为宗主国的清朝出兵镇压。由于日本在朝鲜势力的扩张引起了清政府的警惕，促使其改变此前不干涉朝鲜内政外交的政策，并开始朝加强中朝宗藩关系的方向转变。
1882年10月1日，中国代表李鸿章、周馥、马建忠与朝鲜代表赵宁夏、金弘集、鱼允中在中国天津签订《中朝商民水陆贸易章程》。双方一开始就确立了一个宗旨：朝鲜系中国属国，自主而非独立。朝方对此深表赞同。该条约共八条，通过该条约，清政府在朝鲜取得领事裁判权、海关监管权等一系列权益，乃至朝鲜国王与北洋大臣被视为同级。不过章程的前言则说到：“惟此次所订水陆贸易章程，系中国优待属邦之意，不在各与国一体均沾之例”。此后清政府又与朝鲜签定了《仁川华商租界章程》等条约，在朝鲜取得了包括仁川、元山等处的租界在内的更多的权益。